# Antiferromagnétisme
 (août 2012).
Si vous disposez d'ouvrages ou d'articles de référence ou si vous connaissez des sites web de qualité traitant du thème abordé ici, merci de compléter l'article en donnant les références utiles à sa vérifiabilité et en les liant à la section « Notes et références ».
L'antiferromagnétisme est une propriété de certains milieux magnétiques prédite par Louis Néel en 1936. Contrairement aux matériaux ferromagnétiques, dans les matériaux antiferromagnétiques, l’interaction d’échange entre les atomes voisins favorise un alignement antiparallèle des moments magnétiques atomiques. Dans l'état fondamental, les moments magnétiques moyens sur les  sous-réseaux distincts peuvent être non-nuls mais se compenser à l'échelle macroscopique. L'aimantation totale du matériau est alors nulle. On parle alors d'ordre antiferromagnétique ou ordre de Néel. Tout comme les ferromagnétiques, ces matériaux deviennent paramagnétiques au-dessus d’une température de transition, appelée température de Néel (versus température de Curie pour les matériaux ferromagnétiques ou ferrimagnétiques).

## Du microscopique au macroscopique

### Structure cristalline et orientation de l'aimantation

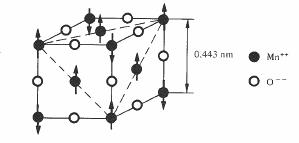
Exemple de l'oxyde de manganèse.

Dans un matériau antiferromagnétique, on peut diviser la structure cristalline en plusieurs sous-réseaux de moments magnétiques moyens différents, mais dont la somme vectorielle est nulle :
{\displaystyle \Sigma {\vec {M_{i}}}={\vec {0}}}
Dans le cas simple d'un antiferromagnétique divisible en deux sous-réseaux A et B, les moments de ceux-ci sont exactement égaux et opposés en direction, soit :
{\displaystyle {\vec {M}}={\vec {M_{A}}}+{\vec {M_{B}}}={\vec {0}}}
Du point de vue de la mécanique quantique, on peut construire un état produit :
{\displaystyle |\Psi \rangle =\prod _{j\in A}|S_{j}^{z}=+S\rangle \prod _{l\in B}|S_{l}^{z}=-S\rangle },
dit état de Néelpour un hamiltonien de Heisenberg décrivant des spins S avec interaction antiferromagnétique (J>0) :
{\displaystyle {\mathcal {H}}=J\sum _{j\in A,l\in B \atop (j,l)\mathrm {voisins} }{\vec {S}}_{j}\cdot {\vec {S}}_{l}}.
L'état de Néel {\displaystyle |\Psi \rangle } réalise un ordre de Néel idéal, où le moment magnétique moyen sur chaque sous réseau a la valeur maximale permise par le spin S. Il s'obtient à partir de l'état ferromagnétique par une rotation de 180° des spins sur le sous réseau B autour d'un axe orthogonal à l'axe z. Mais contrairement au cas ferromagnétique, ce n'est pas un état propre exact du hamiltonien {\displaystyle {\mathcal {H}}}. Il en résulte que même dans l'état fondamental les moments magnétiques d'un matériau antiferromagnétique présentent (sauf dans le cas d'interaction très anisotropes de type modèle d'Ising) des fluctuations quantiques qui peuvent se décrire à l'aide de magnons et qui conduisent à une réduction du moment moyen. Dans le cas unidimensionnel, ces fluctuations quantiques sont si fortes que l'ordre de Néel ne peut être réalisé même dans l'état fondamental. Duncan Haldane a montré dans ce cas que la nature de l'état fondamental dépendait de la parité de {\displaystyle 2S}. Lorsque {\displaystyle 2S} est pair, l'état fondamental présente le Gap de Haldane, alors que si {\displaystyle 2S} est impair, l'état fondamental est un Liquide de Luttinger de spin. Aussi, contrairement au cas ferromagnétique, la présence  d'interactions d'échange antiferromagnétiques ne garantit pas la présence d'un ordre antiferromagnétique dans l'état fondamental. Il est seulement possible de montrer que l'état fondamental doit être un singulet de spin, ce qui n'est pas le cas de l'état de Néel {\displaystyle |\Psi \rangle }. Toutefois, dans le cas tridimensionnel, en 1978, Freeman Dyson, Elliott Lieb et Barry Simon ont montré qu'à suffisamment basse température, sur un réseau cubique, avec des interactions entre sites premiers voisins, l'ordre antiferromagnétique était stable pour un spin {\displaystyle S\geq 1}. En 1988, T. Kennedy, E. H. Lieb et B. S. Shastry ont pu prouver que l'ordre antiferromagnétique était stable à basse température sur le réseau cubique tridimensionnel y compris dans le cas {\displaystyle S=1/2.} Dans le cas bidimensionnel, en utilisant une Inégalité de Bogolioubov, N.D. Mermin et H. Wagner ont montré qu'en raison des fluctuations thermiques, il ne pouvait pas exister d'ordre de Néel au dessus du zéro absolu lorsque les interactions antiferromagnétiques sont isotropes. Au zéro absolu, il a été démontré que pour {\displaystyle S\geq 1}, l'ordre antiferromagnétique est stable sur le réseau carré. Pour le cas {\displaystyle S=1/2}, les simulations par la Méthode de Monte-Carlo quantique indiquent également un ordre de Néel au zéro absolu sur le réseau carré,. Dans le cas de réseaux non-bipartites, il est possible de ne pas pouvoir trouver un état fondamental dans lequel toutes les interactions antiferromagnétiques sont satisfaites. On dit dans ce cas que les interactions sont frustrées. Dans un tel cas, l'état fondamental peut présenter l'hélimagnétisme ou être  paramagnétique.

### Interaction d'échange et influence de la température

#### Comportement physique global

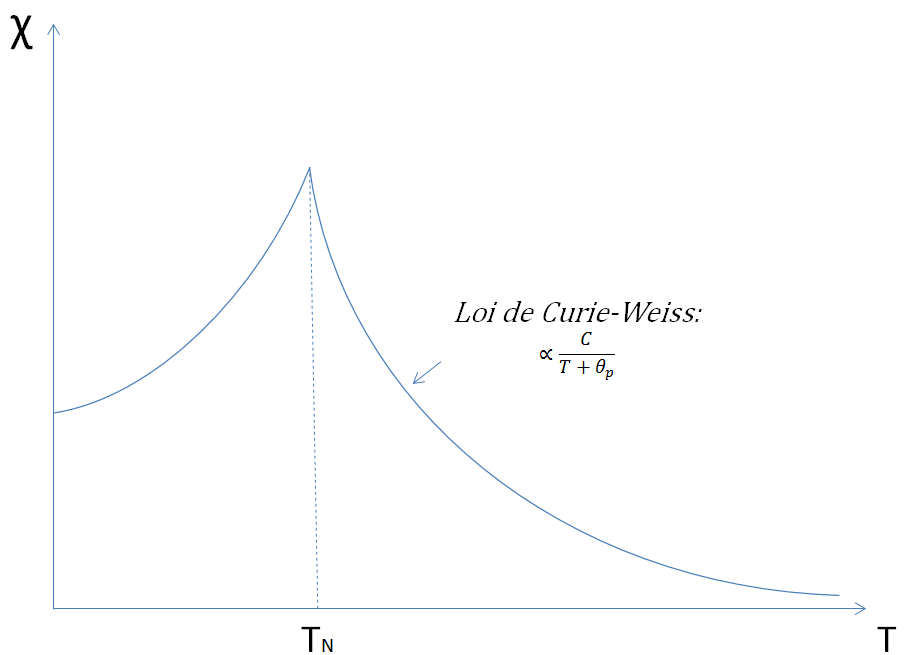
Variation de la susceptibilité en fonction de la température.

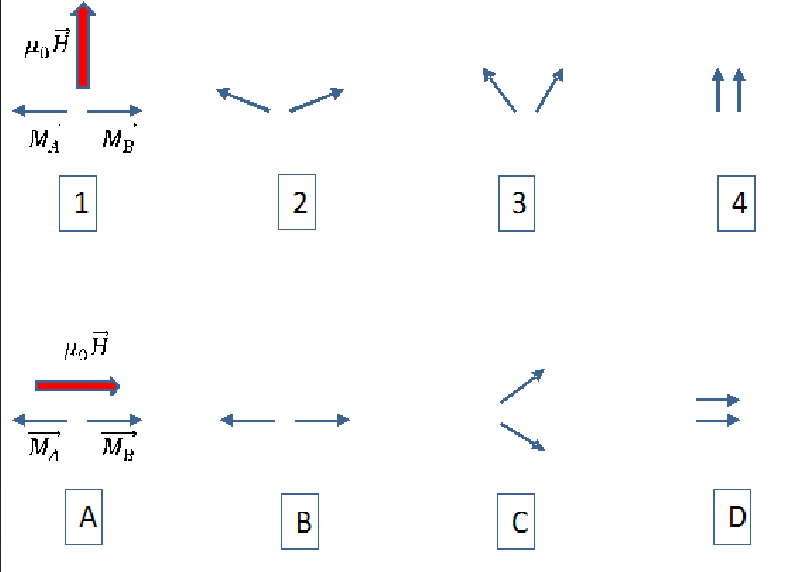
Différence de comportement des moments magnétiques dans un antiferromagnétique en fonction de l'orientation du champ. (Haut) Lorsque le champ est perpendiculaire au paramètre d'ordre de Néel, les moments s'inclinent légèrement pour avoir une composante vectorielle le long du champ(1). Pour un champ assez fort, l'aimantation est saturée (4) (Bas) Avec un champ parallèle au paramètre d'ordre de Néel, l'aimantation orientée selon le champ augmente, tandis que celle de l'autre sous-réseau diminue.

Dans les matériaux présentant un ordre de Néel, la variation de la susceptibilité va être la conséquence d'une lutte entre l'énergie d'interaction d'échange et l'énergie provenant de l'agitation thermique. En dessous de la température de Néel, la susceptibilité devient anisotrope. Si le champ magnétique est appliqué dans une direction perpendiculaire à la direction dans laquelle les moments magnétiques sont alignés, ceux-ci peuvent s'incliner légèrement pour avoir une composante vectorielle alignée avec le champ magnétique. La susceptibilité {\displaystyle \chi _{\perp }} ainsi obtenue est à peu près indépendante de la température. Lorsque le champ est appliqué dans la même direction que les moments magnétiques, l'aimantation alignée contre le champ sur un des sous réseau diminue grâce à l'agitation thermique, tandis qu'elle augmente sur l'autre sous-réseau, ce qui donne une aimantation finie. Comme l'apparition d'un moment magnétique demande la présence d'une agitation thermique {\displaystyle \chi _{\parallel }(T=0K)=0}, et {\displaystyle \chi _{\parallel }(T)} est une fonction croissante de la température {\displaystyle T}. À la température de Néel, {\displaystyle \chi _{\perp }(T_{N})=\chi _{\parallel }(T_{N})}. Au-dessus de la  température de Néel ({\displaystyle T_{N}}), l'agitation thermique est plus importante et les moments magnétiques si désordonnés que la susceptibilité diminue. Les considérations précédentes s'appliquent dans le cas d'un seul  domaine
où le paramètre d'ordre de Néel est constant. Dans le cas d'une échantillon contenant de nombreux domaines, la susceptibilité magnétique sera une moyenne sur les orientations des différents domaines. Pour une distribution parfaitement isotrope des orientations des domaines en dessous de la température de Néel, on trouve une susceptibilité moyenne {\displaystyle \chi ={\frac {2}{3}}\chi _{\perp }+{\frac {1}{3}}\chi _{\parallel }}.
On comprend donc la variation de la susceptibilité en fonction de la température, qui augmente du zéro absolu jusqu'à {\displaystyle T_{N}} puis diminue.

#### Variation théorique de la susceptibilité magnétique au-dessus de la température de Néel
Si au-dessus de la température de Néel TN, on considère qu’un antiferromagnétique est constitué de deux sous-réseaux ferromagnétiques, on montre d’après la loi de Curie-Weiss, que :
{\displaystyle \chi (T)={\frac {\partial M}{\partial B}}={\frac {\partial M_{A}}{\partial B}}+{\frac {\partial M_{B}}{\partial B}}={\frac {2C}{(T+\theta _{p})}}}
avec C la constante de Curie, et  {\displaystyle \theta _{p}} une constante de température positive et supérieure à TN.

#### La température de Néel
On rappelle que la température de Néel représente la température de passage du comportement antiferromagnétique au comportement paramagnétique d'un matériau antiferromagnétique. En supposant qu’un antiferromagnétique peut se décomposer en deux sous-réseaux A et B, le coefficient d’échange (lié à l'interaction d'échange) entre deux réseaux antiparallèles est donné par {\displaystyle w_{a,b}=w_{b,a}=w} et par {\displaystyle w_{a,a}=w_{b,b}=w'} pour un échange dans un même réseau.
On peut montrer que dans l'approximation du champ moyen la température de Néel vaut {\displaystyle T_{N}=C(w+w')}.
Démonstration :
On a donc le champ magnétique total agissant respectivement sur A et B :
{\displaystyle H_{A}=H-wM_{B}+w'M_{A}},
{\displaystyle H_{B}=H-wM_{A}+w'M_{B}}
avec H le champ imposé au matériau, MA et MB respectivement le moment magnétique des sous-réseaux A et B.
Comme à la température de Néel, les propriétés paramagnétiques commencent à apparaître, on peut écrire :
{\displaystyle M_{A}={\frac {C}{T_{n}}}H_{A}},
{\displaystyle M_{B}={\frac {C}{T_{n}}}H_{B}}
avec la constante Curie telle que :
{\displaystyle C={\frac {\mu Nm_{0}^{2}}{3k_{b}}}}
Donc à champ nul (H=0), si on injecte les formules du moment magnétique, on retrouve le système suivant :
{\displaystyle (1-{\frac {w'C}{T_{N}}})H_{B}+{\frac {wC}{T_{N}}}H_{A}=0},
{\displaystyle (1-{\frac {w'C}{T_{N}}})H_{A}+{\frac {wC}{T_{N}}}H_{B}=0}
Ainsi à champ nul (H=0), le système des deux équations linéaires précédentes a une solution telle que le déterminant des coefficients de celles-ci soit nul. Ainsi, la température maximale que l’on peut trouver est donnée par l’expression :
{\displaystyle (1-{\frac {Cw'}{T_{N}}})^{2}-({\frac {Cw}{T_{N}}})^{2}=0}
Ainsi en découle la température de Néel :
{\displaystyle T_{N}=C(w+w')}
L'approximation du champ moyen prédit aussi une discontinuité de la chaleur spécifique à la température {\displaystyle T_{N}}ainsi qu'une croissance de l'aimantation alternée comme {\displaystyle M_{A}=-M_{B}\sim (T_{N}-T)^{1/2}}. Au voisinage de la température de Néel, ce comportement de champ moyen n'est plus valide, et des exposants critiques identiques à ceux du ferromagnétisme sont obtenus pour la chaleur spécifique et le paramètre d'ordre. Cependant, les exposants critiques dynamiques de l'antiferromagnétisme et du ferromagnétisme sont dans des classes d'universalité distinctes.

#### Preuve expérimentale du comportement en température

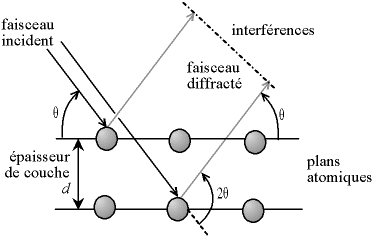
Diffraction d'un faisceau incident sur un plan atomique

Expérimentalement, on peut mettre en évidence l'apparition de ce désordre magnétique (tendance des moments magnétiques à s'orienter aléatoirement) grâce à la diffraction de neutrons. En effet, si les électrons peuvent diffracter selon la loi de Bragg grâce aux interactions électrostatiques des atomes dans les structures cristallines, on peut avoir une diffraction des neutrons par interaction des moments magnétiques, lorsqu'ils possèdent aussi un certain ordre. Ainsi, plus le matériau est ordonné, plus il comporte de plans de diffraction et donc un nombre de pics élevé en intensité en fonction de l'angle de diffraction. On rappelle qu'il y a diffraction lorsqu'on respecte les conditions de Bragg: {\displaystyle 2d_{hkl}sin(\theta )=n\lambda },

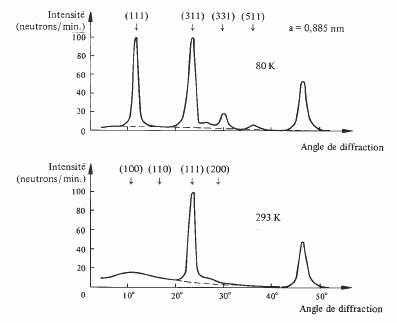
Expérience de diffraction neutronique

 avec :
dhkl: la distance entre les plans de la famille hkl,
θ: l'angle incident du faisceau,
λ: la longueur d'onde du faisceau
n: l'ordre du plan diffracté
Ci-contre, on peut voir le résultat obtenu à partir d'un échantillon d'oxyde de manganèse et des neutrons monocinétiques  de 0,074 eV, en fonction de la température. On voit bien qu'avec l'agitation thermique, les plans de diffraction changent et que moins de pics apparaissent, témoignant de la disparition de plans de diffraction et donc la disparition de l'ordre antiferromagnétique.
L'apparition de l'ordre antiferromagnétique peut aussi être mise en évidence par  spectroscopie Mössbauer,, implantation de muons,, ou par la Résonance magnétique nucléaire.

### Influence du champ magnétique sur l'orientation des spins

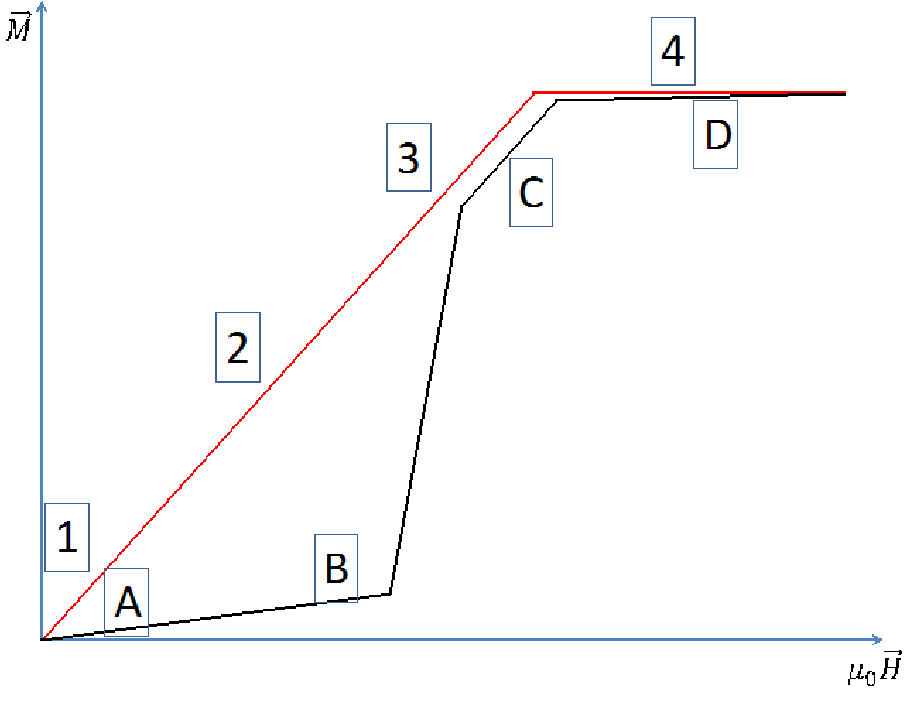
Aimantation en fonction du champ initialement perpendiculaire

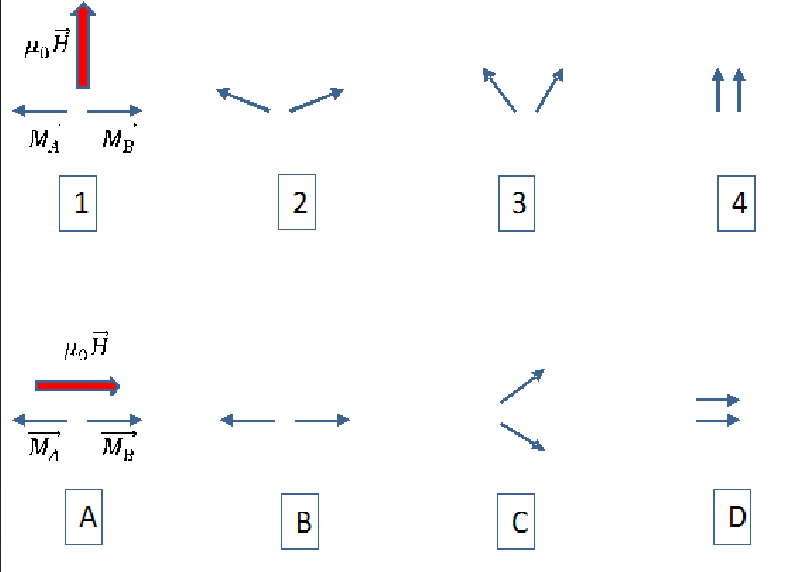
Orientation des spins en fonction de la direction du champ

La susceptibilité d'un antiferromagnétisme est faible. À titre d'exemple, elle est de 3,6 × 10−6 pour le chrome. La courbe de la valeur de l'aimantation M en fonction du champ magnétique H est différente selon l'angle entre les spins et H au début de l'application. Lorsqu'on augmente le champ magnétique, l'aimantation a tendance à s'aligner dans la direction du champ magnétique tandis que l'interaction d'échange s'y oppose. L'énergie d'échange est tellement grande qu'il faut appliquer un champ de plusieurs centaines de teslas pour saturer un matériau antiferromagnétique. Nous allons illustrer ce propos avec deux cas extrêmes : quand H est parallèle aux spins et lorsque H est perpendiculaire aux spins à une température donnée.

## Quelques matériaux antiferromagnétiques
Dans le tableau périodique, le seul élément possédant des propriétés antiferromagnétiques à température ambiante est le chrome. Généralement, les antiferromagnétiques sont des céramiques composées de métaux de transition ainsi que d'oxygène, d'halogènes ou de chalcogènes. Le métal de transition forme le sous-réseau qui porte les moments magnétiques. L'interaction entre ces moments magnétiques est due au superéchange via les ions négatifs. En dessous de la température de Néel, le réseau portant les moments magnétiques se divise en deux sous-réseaux portant des aimantations opposées.
La table suivante donne quelques exemples de matériaux antiferromagnétiques avec quelques caractéristiques
| Matériau | Réseau paramagnétique | Température de transition TN (K) | Température de Curie-Weiss θp (K) | Rapport θp/TN |
| MnO      | CFC                   | 116                              | 610                               | 5,3           |
| MnS      | CFC                   | 160                              | 528                               | 3,3           |
| MnTe     | Hex                   | 307                              | 690                               | 2,25          |
| MnF2     | CC                    | 67                               | 82                                | 1,24          |
| FeF2     | CC                    | 79                               | 117                               | 1,48          |
| FeCl2    | Hex                   | 24                               | 48                                | 2,0           |
| FeO      | CFC                   | 198                              | 570                               | 2,9           |
| CoCl2    | Hex                   | 25                               | 38.1                              | 1,53          |
| CoO      | CFC                   | 291                              | 330                               | 1,14          |
| NiCl2    | Hex                   | 50                               | 68.2                              | 1,37          |
| NiO      | CFC                   | 525                              | −2000                             | −4            |
| Eu3O4    |                       | 5,0                              | −5                                | −1            |